# Gnenlin
Gnenlin, auch Nenlin, war eine jüdische Augenärztin, die um 1429 bis 1436 in Frankfurt am Main tätig war.

## Leben
Gnenlin werden drei Einträge in den Bedebüchern für 1429, 1433 und 1435 zugeordnet (Andernacht Nr. 412). Wolfgang Treue wertet zudem das Protokoll einer Visitation des Judenviertels 1430 (Andernacht Nr. 344) und das Verbot von Geldgeschäften (Andernacht Nr. 371), wo jeweils von zwei Augenärzten (1430) bzw. Augenärztinnen (1431) die Rede ist, als Beleg dafür, dass Gnenlin und ihre Kollegin Serlin gleichzeitig in Frankfurt tätig waren. Andere jüdische Augenärzte oder Augenärztinnen aus dieser Zeit sind nicht bekannt. Im Protokoll der Visitation wurde der Eintrag später gestrichen und sie tauchen auch nicht in den Stättigkeitseinnahmen für 1430/31 (Andernacht Nr. 374) auf, was darauf hindeutet, dass Gnenlin und Serlin außerhalb des Judenviertels leben durften. Serlin verließ die Stadt wahrscheinlich 1431 oder wenig später.
Für den 23. Januar 1436 ist ein Rechtsstreit zwischen Gnenlin und dem Juden Seligman aus Miltenberg aufgezeichnet, in dem der Erzbischof von Mainz interveniert. Eine Antwort Gnenlins an den Rat der Stadt ist auf den 6. Februar datiert (Andernacht Nr. 448). Am 14. August 1436 wird Gnenlin der Stadt verwiesen (Andernacht Nr. 459). Wolfgang Treue nimmt an, dass die 1437 in Esslingen am Neckar genannte jüdische Augenärztin Genevlin mit Gnenlin identisch ist. 1450 wird in Köln zudem eine jüdische Augenärztin namens Ghele genannt.

## Hintergrund
Im Spätmittelalter sind in Frankfurt zahlreiche jüdische Ärzte nachweisbar, im späten 14. Jahrhundert sogar als Stadtphysicus. Gnenlin ist 1429 nach Serlin (1428) die zweite gesicherte jüdische Ärztin, da bei den etwas früheren Eintragungen für Selekeid (1393) und Hebel (1397) davon ausgegangen wird, dass sie lediglich die Ehefrauen jüdischer Ärzte waren. Auch in anderen Städten des deutschsprachigen Raums könnten jüdische Ärztinnen damals praktizieren, etwa Sara in Würzburg.

## Rezeption
Die ohnehin sehr karge Nachrichtenlage in den Originaldokumenten wird durch erhebliche Kriegsverluste zusätzlich erschwert. Die heutige Forschung ist teils auf die Berichte der Autoren des 19. und frühen 20. Jahrhunderts angewiesen, die hinsichtlich der beiden jüdischen Augenärztinnen Serlin und Gnenlin widersprüchlich sind. Serlin findet bereits 1868 bei Georg Ludwig Kriegk und 1886 bei Markus Horovitz Erwähnung, allerdings fehlt bei ihnen Gnenlin. Isidor Kracauer kennt 1927 hingegen nur Gnenlin und wundert sich über Zerlin bei Horovitz.
Shlomo Ettlinger nennt in seinem um 1955 abgeschlossenen Manuskript Serlin und Gnenlin, geht aber bei Gnenlin von der Ehefrau eines jüdischen Arztes aus. Erst Dietrich Andernacht 1996 und ihm folgend Wolfgang Treue führen Serlin und Gnenlin nicht nur als zwei eigenständige Personen, sondern beide auch als Augenärztinnen.